# Kathina Kaiser
Kathina Kaiser (* 1945 in Kennelbach, Bezirk Bregenz) ist eine österreichische Schauspielerin.

## Leben
Kaiser stammt in dritter Generation aus einer Theaterfamilie. Ihr Vater, Direktor Kurt Kaiser, gründete 1945 in Bregenz die »Vorarlberger Landesbühne« und 1946 die »Bregenzer Festspiele«. Er konzipierte die Bühnenanlage im Gondelhafen in Bregenz und zeichnete in den ersten Jahren auch für die Inszenierungen und die Bühnenbilder verantwortlich. Anschließend gründete er 1961 in Wien in der Josefstadt das »Theater der Feuervogel« in der Josefsgasse 12, wo er auch die Direktion innehatte und ebenfalls als Regisseur und Bühnenbildner tätig war. Der Großvater Julius Kaiser war in Prag bis zur Vertreibung 1923 Kaufmännischer Direktor am Deutschen Theater. 
Kaiser spielte am Theater unter ihrem Geburtsnamen Maria Gabriele Kaiser. Ihre erste Rolle spielte sie 1963 im »Theater der Feuervogel« in Wien unter der Regie ihres Vaters Kurt Kaiser. Sie verkörperte den geistig behinderten Jungen in dem Schauspiel Der blaue Elefant von Dieter Waldmann. Direktor Adolf Rott engagierte Kaiser als Elevin an das Burgtheater, wo sie 1965–1967 auftrat. 
1967 wechselte sie an das Schauspielhaus – Vereinigte Bühnen Graz. Dort spielte sie zahlreiche Hauptrollen, so unter anderen Miranda in Don Juan oder die Liebe zur Geometrie (Frisch), die Titelrolle in dem Schauspiel Die Tochter des Brunnenmachers von Marcel Pagnol, Marie an Rain in Der Unbestechliche (Hofmannsthal), Emma Busch in der Posse Umsonst von Johann Nestroy, Flora in dem Drama Essex und Elisabeth (Antonio Coello), Lady Mortimer in Heinrich IV., die Königin in Richard II., Juliane in Der junge Gelehrte (Lessing), Carol in Schwarze Komödie von Peter Shaffer und Dorli in dem Theaterstück Katzenzungen von Miguel Mihura. Weitere Rollen waren: Frau Claire Floderer in Das Konzert (Bahr), Ivy in Wir sind noch einmal davongekommen (Th. Wilder), Adelaide in Dantons Tod (Büchner) und Elli in Kasimir und Karoline (Horvath).
Ab den 1970er Jahren firmierte sie in Kinofilmen und Fernsehproduktionen unter dem Namen Kathina Kaiser. Sie verkörperte regelmäßig Hauptrollen, übernahm aber in internationalen Produktionen auch Nebenrollen.
Als ihren ersten Filmauftritt führt die Filmdatenbank IMDb den deutschen Kriminalfilm Tod eines Mannequins aus dem Jahr 1974, eine Fernsehproduktion (ZDF/ORF) unter der Regie von Jörg A. Eggers, in der Kaiser neben Franziska Bronnen und Werner Bruhns zu sehen war. 1974 spielte sie eine kleine Rolle in der für das Fernsehen entstandenen Verfilmung von Hugo von Hofmannsthals Lustspiel Der Schwierige. 1974 übernahm sie unter der Regie von Hans W. Geißendörfer die Rolle der Claire in dem Fernsehfilm Perahim – Die zweite Chance, eine Geschichte über den wegen Polizistenmordes verurteilten Straftäter Perahim, gespielt von Leon Askin. Mit Leon Askin spielte sie 1974 auch in dem Fernsehfilm Verurteilt 1910. 
1975 gründete der Regisseur Jörg A. Eggers in Wien die Cine Mercury Film-Fernsehproduktion Ges.m.b.H., an der Kaiser 49 % der Gesellschaftsanteile übernahm. Gemeinsam produzierten sie den Spielfilm Ich will leben, den ersten Kinofilm, in dem die Darstellung eines geistig und körperlich schwer behindertes Kind das Tabu der Behindertenproblematik bricht. Kathina Kaiser übernahm an der Seite von Heinz Bennent die Rolle der Schauspielerin Antonia Mach, deren Sohn nach einem Verkehrsunfall auf einen Rollstuhl angewiesen ist und die damit lernt, ihre veränderten Lebensumstände zu akzeptieren und auch mit den Vorurteilen der Umwelt gegenüber Behinderten zu leben. In der US-amerikanischen Miniserie Holocaust – Die Geschichte der Familie Weiß stellte sie 1978 die Krankenschwester Sarah Ohlnick dar. In dem Kriminalfilm Die Nacht der vier Monde, einem in der Form des Kammerspiels inszenierten Psychodrama, verkörperte Kaiser die seit einem Unfall am Trapez scheinbar gelähmte ehemalige Zirkusartistin Nadine, die den in ihr Haus eindringenden Einbrecher in ihren Bann zieht und ihn in ihr eigenes sado-masochistisches Beziehungsgeflecht einbindet; ihre Filmpartner waren Günther Maria Halmer, Gunnar Möller und (in einer Gastrolle) Sylva Koscina.
1985 spielte sie in der österreichischen Filmkomödie Up and Down, ihrer letzten nachgewiesenen Filmarbeit, an der Seite von Tommi Piper die erfolgreiche, selbstbewusste Kostümbildnerin Evelyn, deren Ehemann die Rolle des klassischen Ernährers der Familie aufgibt und Hausmann wird.
Kathina Kaiser ist mit dem Regisseur Jörg A. Eggers verheiratet. Sie arbeitet bei Produktionen ihres Mannes auch als Kostüm- und Szenenbildnerin, Produktionsassistentin und Produktionsleiterin.

## Filmografie
- 1974: Verurteilt 1910 (Fernsehfilm)
- 1974: Tod eines Mannequins (Fernsehfilm)
- 1974: Der Schwierige (Fernsehverfilmung)
- 1974: Perahim – Die zweite Chance (Fernsehfilm)
- 1974: Verurteilt 1910
- 1976: Ich will leben
- 1978: Holocaust – Die Geschichte der Familie Weiss (Holocaust)
- 1981: Dein Weg entsteht im Gehen (Dokumentarfilm)
- 1982: Das Nest unter den Trümmern der Jahre (Fernsehfilm)
- 1984: Die Nacht der vier Monde
- 1985: Steig aus deinem Luftballon (auch bekannt als Up and Down)